# プアン/友だちと呼ばせて
『プアン/友だちと呼ばせて』（プアン/ともだちとよばせて、原題:วันสุดท้าย..ก่อนบายเธอ、英題:One for the Road）は、2021年のタイ語のドラマ映画。
バズ・プーンピリヤ監督、ウォン・カーウァイ製作。中国・香港・タイの共同制作で、脚本はプアンソイ・アックソーンサワン、ノタポン・ブンプラコーブ、バズ・プーンピリヤによる。主な出演者はトー・タナポップ、アイス・ナッタラット、プローイ・ホーワン、ヌン・シラパン、ヴィオーレット・ウォーティア、オークベープ・チュティモン。
2021年1月28日に2021年サンダンス映画祭で世界初公開され、ワールドシネマドラマティックコンペティションでクリエイティブ ビジョンの特別審査員賞を受賞した。

## キャスト
主なキャストは次のとおり。
- トー・タナポップ（タイ語版）：ボス(Boss)
- アイス・ナッタラット（タイ語版）：ウード(Aood)
- プローイ・ホーワン：アリス
- ヌン・シラパン：ルン
- ヴィオーレット・ウォーティア（タイ語版）：プリム
- オークベープ・チュティモン：ヌーナー
- タネート・ワラークンヌクロ：DJチャーンウット
- ラター・ポーガーム：タック

役者名の日本語表記は、公式サイトでの記載による。

## あらすじ
ボスは、ニューヨークでバーを経営しているバーテンダーである。作る酒は美味しいとは言えず、女性を贔屓にしたり、無料の酒を振る舞ったりして、バーの評判よりも女遊びに力を入れているようなありさまだった。ある秋の夜に閉店後のバーで女性といちゃついていると、タイに住むボスのかつての友人、ウードから電話がかかってくる。ウードは遺伝性の白血病を発症し、ボスに助けを求めたのだ。ボスはバンコクに駆けつける。
ウードは、余命宣告を受け、化学療法も止めていた。そして、やってきたボスに、過去の元カノに再会したいことと、運転を医者から止められたので運転手をやってほしいことを頼む。ウードが住む、かつてウードの父が経営していたレコード店の店頭には古い車が置いてあり、後部座席にはウードの父がかつて深夜ラジオで放送していた番組"Midnight Riders"の同録テープが置かれていた。そこから1本を取り出し、カーステレオにかけ、2人の旅が始まる。
向かったのは、コラートに住むアリスのところだった。ウードはアリスが地元でダンススクールをやりたいというので、ボスがバーを開く直前に同居を止めてタイに戻ったのだが、アリスとの仲も長続きしなかったのだ。病気のことは絶対に隠すというウードの命をうけ、ボスは"自分とともにニューヨークに戻る"という言い訳でアリスとウードの再会をお膳立てする。ウードは、アリスと別れる際に使ったカバンを返すことを言い訳に再会し、アリスが直後に付き合った男性とも長続きしなかったことを聞く。ダンススクールのあるひなびたモールのフードコートではダンスパーティーが行われており、アリスとウードはダンスを踊って仲直りする。それを眺めるボスのところに、妙齢の女性がダンスを求めてきて、ボスは二つ返事で了承するが、ダンス相手は彼女の母親だった。しかし、ボスは諦めずに彼女を口説き落とす。
彼女との夜を楽しむためにウードをホテルに送ろうとしたボスだが、ウードはホテルには泊まらず、ヌーナーに会いにサムットソンクラームに行きたいと言い出す。アリスだけが会いたい元カノだと思っていたボスは不満を言うが、ウードは父の死に目にも火葬にも立ち会えなかった後悔を話し、電話で済まない相手だけに会いたいのだと言う。ボスはウードに、化学療法を再開することを条件に運転を継続する。アリスに車を見送られ、ウードは自分のスマホの電話帳からアリスを削除する。
サムットソンクラームの教会前でウェディングドレスに身を包んだヌーナーは、昼ドラマの女優として撮影隊に囲まれていた。会おうにも会えない相手にボスは一計を案じ、付近をバイクで走っていた若者たちに小銭を渡して撮影を邪魔させる。うまくいっていなかった撮影は騒動で休憩になり、教会の中で休んでいたヌーナーとウードは再会を果たす。ヌーナーとウードはニューヨークで付き合っており、オーディションで藁をもつかみたいヌーナーと、それを口実にしてポルノを撮影しようとする男たちから守ろうとするウードは険悪になって別れたのだった。ヌーナーが置いていった"最優秀ガールフレンド賞"のオスカー風トロフィーを渡したウードは、その時の喧嘩を再現してみせ、ヌーナーはウードの頬を叩いて再び別れる。しかし、その気持ちの高ぶりが再開後の撮影の雰囲気に完全にハマり、ヌーナーの演技は絶賛される。教会の裏で泣き崩れるヌーナーを見て、ウードは満足してヌーナーを連絡先から削除する。
アムパワーの酒場の給仕も口説こうとするボスを見て、ウードは真面目に生きろと諭すが、ボスは取り合わず、バーテンダーである自分は酔ったことがないとうそぶく。本当に酔っ払ったことがないのか聞くウードの話に、ボスは過去の女性を1人思い出しかけるが、その場に頼まれた強壮酒が到着し、ボスはその酒をしこたま飲んで酔っ払い、トイレで吐く。酒を飲んでいなかったはずのウードがその便器を奪うようにして吐血し、ウードは病院に運ばれ、入院する。医者はウードには車で移動するような体力はなく、休息すべきだというが、心配するボスをよそに、ウードは勝手に退院し、チェンマイにいるルンに会いに行こうとボスを誘う。結婚したルンの夫は翌日には帰ってくるため、その日までには会うつもりだったのだ。
ウードを車の後部座席に乗せて、ボスはチェンマイに向かう。ルンは、ボスがニューヨークでウードと共にバーを開こうとした時、ウードが付き合っていた写真家で、開店計画を知りつつもウードとタイに一緒に戻ることを願ったが叶わず、ウードに未現像のフィルムを託して別れたのだった。
晴天のチェンマイ、ルンの家ではルンの娘、ローラが出迎え、ルンに歓迎され、ルンの平凡だが幸せな人生を喜びつつ、ウードは未現像のフィルムを返そうとする。ところが、それは後部座席で寝ていたウードの夢で、到着したチェンマイは雨の中。しかも、ルンは喧嘩から仲直りした夫とともにシンガポールの空港にいると、不在を電話で告げる。電話を奪い取ってドタキャンをなじるボスは、近くに落ちた雷の音が電話からも聞こえてきたことに気が付き、ルンの家の裏に回る。果たしてそこではルンが居留守の電話をしているところだった。ぜひ会ってくれと頼むボスにも、ルンは自分の気持ちを無視しているとそれを拒否する。家の前の窓からウードに手を振るローラを引き剥がすルンを見て、ウードはフィルムを渡すことを諦め、そこを離れる。
ナコーンサワンに着いた時には、ウードの父が話すラジオのテープは、最終回を残すのみとなっていた。海外にもリスナーのいるそのラジオの聴取者に向けて"直接会う機会はないだろうが、あなたの人生を全力で生きろ"と話す父の言葉を、ウードは自分への遺言かのように聞く。ウードは、ラジオの最終回後まもなく死んだ父の遺骨を寺から引き取り、チャオプラヤー川にかかる橋の上から散骨する。ウードたちの車の後ろから、父の乗る同じ車が追い越していく幻が現れ、ウードは満足して父の連絡先を電話帳から削除し、残ったのはボスの連絡先だけとなった。
ボスは、自分の家があるパタヤに行こうとウードに提案する。ボスの家はパタヤにある大きなホテルだった。10年以上前、ボスの"姉"、タックは再婚でそのホテルのオーナーと結婚したが、ボスはそこに馴染めず、パタヤを離れていたのだった。その後ホテルはタックが経営を引き継いでいたが、ひと月後にはボスの義理の甥にあたるプームが引き継ぐ予定になっていた。ホテルの経営状況が良くないこともあって、プームは3年前から開いているボスのバーの経営状況を気にしており、このままでは3ヶ月後にはボスのバーを潰すとボスに宣告した。
ウードの"君の店にも行ってみたい"という提案に、ボスはホテルのバーを借りて、ウードの元カノたち3人をイメージしたカクテルを作ってもてなす。4杯目に、ウードは、ボスの元カノとの思い出をイメージした酒も飲みたい、と言い出す。ボスの元カノ、とは、ボスがニューヨークに一緒に渡航したそのホテルの元バーテンダー、プリムのことだった。
プリムは、家族に馴染めず逃げ出してきたボスが酒を頼んできたのを、いったんは未成年ということで断ったものの、初めての酒ということで"ニューヨーク・サワー"というカクテルを1杯だけ提供したことで知り合った相手だった。パタヤで生まれて、父の影響からカクテルに興味を持ち、やがては"家路への一杯"という意味を持つ"One for the Road"という名前の店を持ちたいと語るプリムに興味を持ち、ボスとプリムは男女の関係になった。しかし、それをプームにからかわれ、また姉というのは表向きのことで実は母親だったタックにも反発し、ボスの家への居場所はよりなくなっていた。そんなボスにプリムは、"貯めた金でニューヨークに行きたい"と言い、海外留学先を探していたボスは、ニューヨークへ留学し、プリムと同棲した。しかし、その後別れ、10年近く音信不通になっていたのだった。
ウードは、ボスをタイに呼んだ理由が、プリムのことでボスに返さなければならないものがあったからだと告げる。それは、プリムのことだった。
ウードも働くタイ料理店で働き出したプリムは、ラジオ番組"Midnight Riders"という共通の興味を発端にウードと仲良くなる。ウードはプリムのためにバーを紹介し、プリムはタイ料理店だけでなくバーでも働くようになった。プリムを束縛したいボスとプリムの仲は急速に悪化し、さらに、プリムがタックから多額の金を預かってニューヨークに来たことがボスに発覚して、プリムはボスの住むペントハウスの部屋を離れ、ウードの住む地下のシェアハウスに転がり込んだ。プリムがラスベガスのカクテルコンテストに出発する夜、ウードは日本製のシェーカーをプレゼントし、プリムにキスして告白するが、プリムはボスを嫌いになったわけではないとそれを拒否し、シェアハウスを離れる。プリムと別れて酒浸りになっていたボスを見つけたウードは、腹いせにボスに"プリムは別の白人と一緒になってニューヨークを離れた"と嘘をついた。路上飲酒していたボスは、その後地下鉄駅で絡まれ、腕時計を奪われたうえに線路に突き落とされたのを、ウードが助け出し、それがきっかけでウードはボスの家に同居することになったのだった。
しかし、プリムを失った反動で、ボスの生活は乱れていた。そのきっかけが自分のことにあると考えたウードは、真実を告白しようとするがそれが出来ない。唯一、そのきっかけになりそうだったのが、プリムのニューヨークへの凱旋だった。プリムは生まれ育ち、最愛の人に出会えた思い出からオリジナルのカクテル"パタヤ・サワー"を作り出していた。ウードは、女遊びに浸るボスはプリムにはふさわしくなかったと考え、その時もボスにはプリムのことを告白できずじまいだったのだ。
ウードの謝罪と、価値のある人生を生きろというアドバイスに、ボスは、自分勝手に好きに生きるつもりだ、と強がり、ウードに理由を問う。ウードは、ボスが羨ましく、同じように生きたかったからだと最後に言って、プリムの連絡先を渡そうとする。それを受け取らないボスに、ウードはカウンターにプリムの経営するバー"One for the Road"のコースターを置いて去る。ボスもホテルを去り、ニューヨークに帰った。
3ヶ月後、バーを盛況に立て直したボスのところに、タックがやってくる。ホテル経営を引退し、バーの経理を手伝うというタックに、ボスはバーを立て直したことで満足した、このバーは閉めるつもりだと告げる。貸し借りなし、と告げるボスにタックは謝り、2人は和解する。バーを終えてタクシーで家路につくボスが、タックから託されたウードの遺品のスマートフォンを開くと、1本の音声ファイルだけが残っていた。"ボスのためだけに話す最初で最後のラジオ"としたその音声には、ウードの謝罪と感謝、化学療法を再開すること、回復したらニューヨークに行き、ボスをプリムに再会させようとすることが語られていた。パタヤに、ボスが帰ってくる。海辺には"One for the Road"という店名の小さなバーがあり、そこでボスはプリムと再会し、ボスがプリムに最初に作ってもらった"ニューヨーク・サワー"を注文する。ボスは来た道に、車に乗ったウードの幻を見る。そのウードは彼らの様子を見届け、自ら車を運転して去る。

## 公開
この映画は、2021年1月28日の2021年サンダンス映画祭で世界初公開された。
2022年、この映画のタイでの配給権はGDH 559によって取得され、2月10日にタイの映画館で公開された。

### 反応
Rotten Tomatoesでは、31人の評論家からのレビューに基づくこの映画のレーティングは 65% で、平均評価は6.4/10であった。ウェブサイトの批評家のコンセンサスは、「長すぎで、不均一だが、『プアン/友だちと呼ばせて』は、死を念頭に置いたロードトリップ映画の雰囲気で視聴者を満足させるだろう」というものだった。